# Prefectura de Kagoshima
La prefectura de Kagoshima (鹿児岛県) comprèn la part sud de l'illa de Kyūshū, les illes Satsunan i part de les illes Amakusa, al Japó. La capital és la ciutat de Kagoshima.
Kagoshima inclou nou ciutats:
| - Aira - Akune - Amami - Hioki - Ibusuki | - Ichikikushikino - Isa - Izumi - KagoshimaKagoshima (capital) - Kanoya | - Kirishima - Makurazaki - Minamikyūshū - Minamisatsuma - Nishinoomote | - Satsumasendai - Shibushi - Soo - Tarumizu |

## Persones il·lustres
- Goyo Hashiguchi (Kiyoshi, 1880 - 1919), artista.